# Aspidoscopulia furcillata
Aspidoscopulia furcillata är en svampdjursart som först beskrevs av Claude Lévi 1990.  Aspidoscopulia furcillata ingår i släktet Aspidoscopulia och familjen Farreidae. Inga underarter finns listade i Catalogue of Life.